# Убортская Рудня (Лельчицкий район)
Убортская Рудня (бел. Убарацкая Рудня) — деревня в Лельчицком районе Гомельской области Беларуси. В составе Буйновичского сельсовета.
На юге лес. Неподалёку небольшое месторождение железняка.

## География

### Расположение
В 44 км на северо-восток от Лельчиц, 67 км от железнодорожной станции Мозырь (на линии Гомель — Лунинец), 211 км от Гомеля.

### Гидрография
На реке Уборть (приток реки Припять).

## Транспортная сеть
Транспортные связи по просёлочной, затем автомобильной дороге Лельчицы — Мозырь. Планировка состоит из почти прямолинейной улицы, близкой к меридиональной ориентации. Застройка неплотная, деревянная, усадебного типа.

## История
Согласно письменным источникам известна с 1755 года как промысел с железоплавильным и мельничным производствами, расположенный на реке Уборти, недалеко от местечка Острожанка (в 1775 году относилась к фольварку Осовец, Смядынского имения пинских иезуитов. Позднее это селение в Буйновичской волости Мозырского уезда, Минской губернии. В 1850 году в архивных сведениях обозначена как деревня). В 1777 году упоминается как приход Острожанской  униатской парафиальной церкви, Петриковского деканата, Туровской диацезии, а еще ранее - Острожанского костела. Согласно переписи 1897 года деревня в которой действовали лесопилка, водяная мельница. В 1912 году открыта школа, которая размещалась в наёмном крестьянском доме, в 1923 году для неё построено собственное здание. В 1930 году организован колхоз «Большевик», работали водяная мельница и кузница. 
Во время Великой Отечественной войны в ноябре 1942 года оккупанты сожгли деревню и убили 5 жителей. Освобождена 23 января 1944 года. 
Согласно переписи 1959 года в составе совхоза «Буйновичи» (центр — деревня Буйновичи), располагались библиотека, фельдшерско-акушерский пункт, клуб.
До 1 декабря 2013 года в составе Острожанского сельсовета.

## Население

### Численность
- 2004 год — 93 хозяйства, 144 жителя.

### Динамика
- 1897 год — 10 дворов, 65 жителей; в фольварке 14 дворов, 97 жителей (согласно переписи).
- 1908 год — 38 дворов, 177 жителей.
- 1917 год — 501 житель.
- 1921 год — 99 дворов, 608 жителей.
- 1940 год — 180 дворов, 540 жителей.
- 1959 год — 794 жителя (согласно переписи).
- 2004 год — 93 хозяйства, 144 жителя.